# 高木美智代
高木 美智代（たかぎ みちよ、1952年9月13日 - ）は、日本の政治家。公明党アドバイザー。
衆議院議員（6期）、経済産業大臣政務官（第1次安倍内閣）、厚生労働副大臣（第3次安倍第3次改造内閣・第4次安倍内閣）などを歴任した。

## 経歴
- 1952年（昭和27年）9月13日 - 福岡県北九州市に生まれる[1]。
- 北九州市立菊陵中学校卒業[1]。
- 福岡県立小倉高校卒業。高校時代は大学紛争の時代で政治に関心を向けていた[1]。
- 創立者の池田大作を尊敬していたことから、1971年（昭和46年）に開学した創価大学に1期生として入学した[1]。
- 1975年（昭和50年）3月 - 創価大学文学部卒業。
- 卒業後に聖教新聞記者になる[1]。
- 2003年（平成15年）- 11月9日 第43回衆議院議員総選挙に比例東京ブロックで公明党から立候補し初当選。
- 2005年（平成17年）- 9月11日 第44回衆議院議員総選挙で再選。
- 2006年（平成18年）- 9月27日 安倍内閣の経済産業大臣政務官に就任。
- 2009年（平成21年）
  - 8月30日 - 第45回衆議院議員総選挙で3選。
  - 10月 - 青少年問題に関する特別委員会委員長に就任。
- 2010年（平成22年）9月 - 青少年問題に関する特別委員会委員長を退任。
- 2012年（平成24年）12月16日 - 第46回衆議院議員総選挙で4選。
- 2014年（平成26年）12月14日 - 第47回衆議院議員総選挙で5選。
- 2015年（平成28年）8月15日に在日本大韓民国民団主催の第70周年光復節中央記念式典に出席した[2]。
- 2017年（平成29年）
  - 8月7日 - 第3次安倍第3次改造内閣の厚生労働副大臣に就任。
  - 10月22日 - 第48回衆議院議員総選挙で6選。
- 2021年（令和3年）10月14日 - 衆議院解散に当たり第49回衆議院議員総選挙に立候補せず政界引退。公明党アドバイザーに就任[3]。

## 役職歴

### 内閣
- 経済産業大臣政務官（第1次安倍内閣）
- 厚生労働副大臣（第3次安倍第3次改造内閣・第4次安倍内閣）

### 衆議院
- 青少年問題に関する特別委員会委員長
- 経済産業委員会委員長
- 内閣委員会理事
- 厚生労働委員会理事
- 東日本大震災復興特別委員会理事

### 公明党
- アドバイザー
- 東京都本部顧問
- 「地域共生社会を支えるための高齢者活躍推進PT」特別アドバイザー
- 中央幹事
- 中央規律委員会委員
- 国会対策委員会副委員長
- 団体渉外委員会委員長代理
- 政務調査会会長代理
- 厚生労働部会部会長
- 内閣部会部会長
- 経済産業部会副部会長
- 文部科学部会副部会長
- 環境部会副部会長
- 東京都本部代表代行
- デジタル社会推進本部本部長
- 新型コロナウイルス感染症対策本部事務局長
- 障がい者福祉委員会 委員長
- 文化芸術振興会議議長
- 動物愛護管理推進委員長
- 女性委員会副委員長
- 女性委員会「健康・医療プロジェクトチーム」座長
- 女性委員会「女性防災会議」副議長

## 政策

### 議員立法
在任中に携わり成立した議員立法は25本にのぼる。
- 子育て支援、児童虐待防止（議員立法へ）
- 女性活躍を推進（法案化）
- 発達障がい児者支援（議員立法へ・改正も）
- 障がい者の虐待防止（議員立法へ）
- 障がい者の親亡き後のために成年後見制度利活用を推進（議員立法へ）
- 環境配慮と健康のため安全な自転車利用活用を推進（議員立法へ）
- 都市農業振興を推進（議員立法へ）
- 国外犯罪被害者支援制度を創設（議員立法へ）

### 主張・活動
- 憲法改正の加憲に賛成。集団的自衛権の行使に反対。
- 地域共生社会を推進
- アベノミクスを評価する。
- 原発は当面は日本に必要。
- 首相は靖国神社に参拝すべきでない。
- 村山談話・河野談話を見直すべきでない。
- ヘイトスピーチを法律で規制することに賛成[4]。
- 選択的夫婦別姓制度導入に賛成[5][6]。
- 2016年1月、在日本大韓民国民団の新年会で、特定の人種や民族への差別をあおるヘイトスピーチについて「何としても根絶しなければならない」と述べた[7]。

## 主な所属議員連盟
- 発達障害の支援を考える議員連盟(事務局長)
- 私立保育所のあり方を考える懇談会（幹事長）
- 公明党獣医師問題議員懇話会（幹事長）
- 政治分野における女性の参画と活躍を推進する議員連盟（発起人）[8]
- 日本・ベラルーシ友好議員連盟 幹事長
- 日韓議員連盟 女性委員会 副委員長
- 日印議員連盟 女性委員会 副委員長
- 公益社団法人ガールスカウト日本連盟 名誉会員[1]。